# Directeur général des élections du Canada
Le directeur général des élections du Canada est la personne chargée de superviser le processus électoral au Canada.

## Présentation
Le poste de directeur général des élections a été créé en 1920 par la Loi des élections fédérales (L.C. 1920, ch. 46, art. 18-19). Nommé par une résolution de la Chambre des communes, le directeur fait rapport directement au Parlement et est complètement indépendant du gouvernement en place et des partis politiques. Il n'a pas droit de vote dans les élections fédérales. Il demeure en poste jusqu'à sa retraite ou sa démission. Il ne peut être révoqué que par le gouverneur général du Canada à la suite d'un vote majoritaire de la Chambre des communes et du Sénat.
Le directeur général est responsable de 
- l'application de la législation électorale et des divers aspects du système électoral du Canada;
- l'enregistrement des partis politiques;
- la tenue du Registre national des électeurs;
- la nomination des directeurs de scrutin (un dans chacune des 338 circonscriptions électorales);
- la divulgation des contributions versées aux candidats et aux partis, ainsi que le remboursement des dépenses admissibles;
- la garantie de l'accès pour tous les citoyens admissibles grâce à des installations appropriées ainsi qu'à des programmes d'éducation et d'information du public;
- le soutien juridique, technique, financier et administratif des commissions indépendantes responsables du processus de révision périodique des limites des circonscriptions fédérales en vue d'assurer une représentation conforme à la Loi sur la révision des limites des circonscriptions électorales[1]

Le directeur général est assisté dans sa tâche par un arbitre en matière de radiodiffusion, Peter S. Grant. Ce dernier est chargé de répartir le temps d'antenne gratuit ou payant entre les partis et de régler les litiges en matière de publicité.
Le bureau d'Élections Canada compte environ 500 employés permanents répartis dans 7 secteurs d'activité. Lors d'une élection fédérale, il mobilise quelque 235 000 travailleurs électoraux.

## Directeurs généraux
1. Oliver Mowat Biggar (1920–1927)
2. Jules Castonguay (1927–1949)
3. Nelson Jules Castonguay (1949–1966)
4. Jean-Marc Hamel (1966–1990)
5. Jean-Pierre Kingsley (1990–2007)
6. Marc Mayrand (2007–)